# (20089) 1994 PA14
A (20089) 1994 PA14 a Naprendszer kisbolygóövében található aszteroida. Eric Walter Elst fedezte fel 1994. augusztus 10-én.